# Ekonomika Jihoafrické republiky
Ekonomika Jihoafrické republiky je na africkém kontinentu druhou nejsilnější hned po Nigérii. Jihoafrická republika je jedna z nejprůmyslovějších afrických zemí i díky tomuto faktu tvoří více než jednu pětinu HDP v rámci světadílu. Světová banka ji hodnotí jako ekonomiku s vyšším středním příjmem, jednu ze čtyř v celé Africe, další jsou Botswana, Gabon a Mauricius. Od roku 1996, na konci 12letých mezinárodních sankcí, se HDP Jihoafrické republiky téměř ztrojnásobilo na 400 mld. USD v roce 2011, ale poté se snižovalo na 295 mld. USD v letech 2016–17. Ve stejném čase devizové rezervy rostly z 3 mil. USD na téměř 50 mil. USD a vytvořily diverzifikovanou ekonomiku s rostoucí a velkou střední třídou během dvou dekád končícího apartheidu. Státní podniky hrají důležitou roli v hospodářství země, vláda má akcie asi 700 státních podniků v různých důležitých odvětvích průmyslu.
Jihoafrická republika s velmi silným bankovním sektorem je jediným africkým zástupcem ve skupině G20.

## Historie
Od své samostatnosti z 31. května 1961 byla tato federativní demokratická republika spojena s těžbou drahých kovů, zejména diamantů a zlata.
Po druhé světové válce patřila mezi země s největším ekonomickým růstem na světe. Především zásluhou industrializace. Tento trend se nepodařilo udržet, protože došlo v 70. letech k politické krizi. Tok investic ze zahraničí se zastavil, dokonce byly uvaleny i sankce.
Ke zlepšení situace došlo až po demokratických volbách roku 1994. Investice se pomalu vracely a vláda přišla s plánem Growth, Employment, and Redistribution (GEAR). Tedy plán zaměřený na ekonomický růst, problém nezaměstnanosti a přerozdělování. Ke změnám mělo dojít díky privatizaci vybraných státních podniků, vytváření pracovních pozic a rekvalifikaci obyvatel. Zvláště těch, kteří jsou formálně klasifikováni jako "barevní". Toto označení je specificky používáno ve 20. století na území JAR jako sociální kategorie. Rasová rovnost patřila mezi hlavní vládní cíle.
Jak již bylo řečeno, konec dvacátého století se nesl ve znamení privatizace. Zde můžeme najít jistou paralelu s ekonomickým popřípadě historickým vývojem zemí východního bloku. Nového vlastníka získal do té doby státní podnik Transet, který měl pod svou správou železnice a přístavy. Dále ke změnám docházelo v telekomunikačních sítích či u aerolinek.
Až do dnešní doby se vedou debaty, do jaké míry by se měla ekonomika JAR liberalizovat a zda s privatizací státních podniků dále pokračovat. Dalším z hlavních cílů byla samostatnost v průmyslovém sektoru a dlouhodobě udržitelný ekonomický růst.

## Makroekonomické ukazatele

### Národní dluh
Národní dluh za Q2:2020 činí 57,65 mld. USD; 62,20 % HDP, v roce 2025 se odhaduje, že dosáhne 100 % HDP. Zvyšování se očekává i nadále dokonce dekády. Tento trend je ovlivněn koronavirovou krizí, kdy vláda vydala 130 mld. randů (7.5 mld.USD) na pomocný fond, prezident Cyril Ramaphosa dalších 500 mld. randů na záchranný balíček. Ztráty přišly kvůli lockdownu, kdy ve státní kase chybí peníze z odvedených daní. Za duben se snížily odvody o 32 %. Vláda bude žádat o finanční pomoc světovou banku a také mezinárodní měnový fond o půjčku v hodnotě $7.5 mld.

### Inflace
Inflace byla v letech 2016–2019 poměrně stabilní (mezi 6,3 a 4,1 %). ale očekává se pokles na 3 %. Dohled nad mírou inflace zajišťuje Jihoafrická rezervní banka (SARB), jejímž hlavním úkolem je zachovat cenovou stabilitu. Inflační cíl je stanoven po konzultaci s vládou. Od roku 2000 je cílem hladina 3–6 %.
Poslední inflační krize přišla v roce 2016. Tehdy překročila hranici 6,3 % a negativně se podepsala na hrubém domácím produktu a hospodářském růstu. Nízký hospodářský růst způsobila slabá poptávka a nejistá politická situace. Tyto faktory snížily výhled vývoje ekonomiky. Poté co byl v roce 2018 uvolněn ze své funkce tehdejší kontroverzní prezident Jacob Zuma, došlo ke stabilizaci HDP a ekonomického růstu.
Jihoafrická republika funguje na principu smíšené ekonomiky, kde většinu HDP tvoří sektor služeb. Zejména pak cestovní ruch. Zemi však pravidelně postihují problémy spojené s nezaměstnaností a chudobou.

### Investice

Jihoafrický vývoz a dovoz v letech 1992 až 2011. Horní graf ilustruje vývoz (tmavě modrá) a dovoz (světle modrá). Spodní graf ilustruje obchodní bilanci Jižní Afriky.

Na úvod je důležité zmínit, že největším obchodním a investičním partnerem je Evropská unie. Byly uzavřeny smlouvy, které zrušili úplně nebo částečně cla na 98,7 % zboží z JAR. Proto ze země odchází nejvíce zboží právě do EU (19,3 %), druhá je Čína (10,7 %), třetí USA (7%). Struktura dováženého zboží je velmi pestrá od osobních automobilů po nerostné suroviny.
Obecně se vláda snaží vytvářet, co nejlepší podmínky pro zahraniční investory. Special Economic Zones (SEZ), tedy speciální ekonomické zóny umožňují úlevy na daních z příjmu právnických osob, nájmu a dalších oblastí podnikání. Takovýchto zón existuje mnoho a každá z nich je určena pro jiný druh podnikání. Ministerstvo obchodu zřizuje stránky (INVEST SA), kde jsou všechny informace podrobně rozepsány. To napomáhá v orientaci menším potencionálním investorům.
Investice dlouhou dobu brzdila politická nestabilita. Zejména pak za administrativy prezidenta Zumy. Ke změně situace došlo po výměně hlavy státu, v roce 2018 kdy nastupuje do čela Cyril Ramaphosa. Ještě téhož roku přišlo 5,5 mld. USD. Dnes stále zůstává zemí s velmi zajímavým investičním potenciálem.

## Systémové problémy

### Územní a majetková práva
Půda je v JAR velice emotivní záležitostí. Od konce apertheidu v roce 1994 zůstala většina produktivní zeminy ve vlastnictví bělochů. Ti ji násilně získali od domorodců během koloniálních ér a již zmiňovaného apartheidu. Vláda si do roku 2014 stanovila za cíl převést 30% komerční zemědělské půdy do vlastnictví černochů. To se nepodařilo a následovala vlna nepokojů vyvolaných v chudinských čtvrtích. Prezident Cyril Ramaphosa se na základě nátlaku krajně levicových hospodářských bojovníků za svobodu (EFP) a Afrického národního kongresu (ANC) rozhodl pro zahájení procesu, ve kterém by došlo k vyvlastnění půdy bez náhrady. Tento program našel řadu kritiků. V první řadě samotné farmářské skupiny upozorňovali na rasistické zacházení a hrozbu genocidy. Na straně druhé stáli ti, kteří upozorňovali, že změny neproběhnou dostatečně rychle. Což by mohlo v konečném důsledku oslabit ekonomiku.

### Korupce
Korupční skandály vysokých stranických funkcionářů poznamenávají opakovaně historii, ale také i současnost. Tyto zkušenosti závratně narušili pověst Afrického národního kongresu (ANC). V roce 2019 přiřadil Transparency international Jihoafrické republice index 44/100. Země, které mají index nižší než 50 jsou známy vážnými korupčními problémy.

### Nezaměstnanost
Nezaměstnanost je jedna z nejvyšších mezi zeměmi s tržní ekonomikou. Politické strany si vybírají vytváření pracovních míst jako středobod svých programů. V roce 2018 se prezident Cyril Ramaphosa zavázal, že vytvoří 275 000 pracovních míst ročně. Na začátku roku 2019 bylo dle dostupných informací 27.1 % nezaměstnaných a každý druhý obyvatel černé pleti byl nezaměstnaný.

### Energetická krize
Všeobecná důvěra ve státní elektroenergetickou společnost (ESKOM) je velice nízká, převážně kvůli finančním potížím. Dluh činí 420 mld. randů což odpovídá více než 8 % HDP Jihoafrické republiky. Třebaže je v současnosti největším producentem energie v celé Africe. Prezident Ramaphosa přislíbil, že dohlédne na restrukturalizaci a na jmenování nového představenstva. Tento krok by měl přinést do státní kasy 23 mld. randů ročně po dobu 3 let. Odborníci na energii ovšem nesouhlasí a tvrdí, že tyto kroky nebudou stačit k finančnímu udržení.

### Rovnost žen a mužů
Jihoafričané zastávají „tradiční“ postoje genderových rolí. Pohled na muže jako živitele rodiny je do značné míry shodný s tradičními africkými hodnotami na celém kontinentu. Většina pracovní síly je tvořena muži. V posledních letech dochází ke zlepšení situace žen na ekonomickém trhu. Stále více se uplatňují například ve státní sféře, ale často v oblastech bez politického vlivu. Vláda plánuje opatření proti vykonávání násilí na ženách a také srovnání platové výše.

## Pracovní trh
Jihoafrická republika má extrémní a trvale vysokou míru nezaměstnanosti přes 30%, která interaguje s dalšími socioekonomickými problémy, jako jsou: nedostatečné vzdělání, špatné zdraví a vysoká míra kriminality. Nejchudší mají omezený přístup k ekonomickým příležitostem a základním službám. Podle zprávy společnosti Goldman Sachs z roku 2013 se tento počet zvyšuje na 35 %, pokud se jedná o lidi, kteří se vzdali hledání práce. Čtvrtina Jihoafričanů žije z méně než 1,25 dolaru na den.

### Znalosti

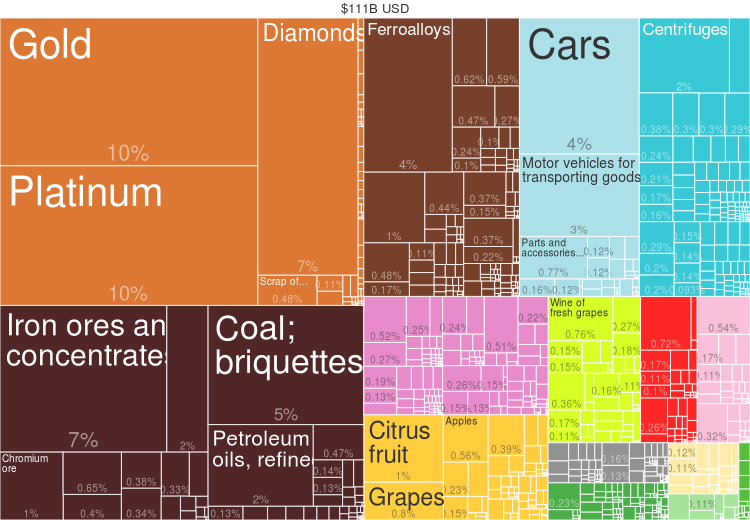
Diagram jihoafrického vývozu dle [http://atlas.cid.harvard.edu/explore/tree_map/export/zaf/all/show/2014/ Harvard Atlas of Economic Complexity

V posledních letech dochází k velkému úniku lidského kapitálu. Jihoafrický statistický úřad odhaduje, že mezi lety 1994 a 2004 emigrovalo do zámoří 1 milion až 1,6 milionu lidí z kvalifikovaných, profesionálních a manažerských profesích a že za každého vystěhovalce ztratilo práci 10 nekvalifikovaných lidí. Příčin tohoto trendu je mnoho.
V polovině roku 1998 provedl Jihoafrický migrační projekt (SAMP) studii, která zkoumala a hodnotila faktory, které přispívají k přání vzdělaných Jihoafričanů opustit zemi. Více než dvě třetiny respondentů uvedly, že se nad myšlenkou emigrace zamýšlely, zatímco 38% uvedlo, že to považuje za „velkou myšlenku“. Mezi důvody k opuštění země patřila klesající kvalita života a vysoká míra kriminality. Vládní politika pozitivní diskriminace byla dále uváděna jako další faktor ovlivňující emigraci kvalifikovaných bílých Jihoafričanů. Výsledky průzkumu naznačují, že kvalifikovaní Běloši jsou zásadně proti této politice a argumentům, které ji podporují, kvůli jejímu negativnímu dopadu na zemi.
Únik mozků, jak se tento negativní trend neformálně označuje, by však neměl být přičítán pouze regionálním faktorům. Poptávka po kvalifikovaných pracovnících ve Spojeném království, USA, Kanadě, na Novém Zélandu a v Austrálii vedla k aktivním náborovým programům. Přičemž v období 1990–96 odešla přibližně polovina do Spojeného království. Ozývaly se názory, že role domácích společensko-politických problémů je zanedbatelná. Nejvíce pak byl tímto stavem zasažen zdravotní sektor.
Široký odliv mozků v Jižní Africe je obecně považován za důvod k obavám.
Naopak během let 2008–2013 se vrátilo 359 000 vysoce kvalifikovaných Jihoafričanů ze zahraničních pracovních úkolů. Bylo to vyvoláno především globální finanční krizí v letech 2007–2008 a vnímáním vyšší kvalita života v mateřské zemi ve srovnání s krajinami, do kterých poprvé odcestovali. Odhaduje se, že přibližně 37 % těch, kteří se vracejí, jsou profesionálové jako právníci, lékaři, inženýři a účetní.

### Ilegální imigrace
Mezi uprchlíky z chudších sousedních zemí patří mnoho přistěhovalců z Konžské demokratické republiky, Mosambiku, Zimbabwe, Malawi a dalších, kteří představují velkou část neformálního sektoru. Vzhledem k vysoké míře nezaměstnanosti mezi chudšími Jihoafričany převládá xenofobie a mnoho Jihoafričanů se cítí nespokojeno s přistěhovalci, u kterých je vidět, že původní obyvatelstvo zbavují pracovních míst, což je věrohodný pocit díky skutečnosti, že mnoho jihoafrických zaměstnavatelů zaměstnávalo migranty z jiných zemí za nižší platy než občany Jihoafrické republiky, zejména ve stavebnictví, cestovním ruchu, zemědělství a domácích službách. Nelegální přistěhovalci se rovněž významně podílejí na neformálním obchodování. Mnoho přistěhovalců do Jihoafrické republiky však nadále žije ve špatných podmínkách a jihoafrická přistěhovalecká politika je od roku 1994 stále více omezující.

## Infrastruktura

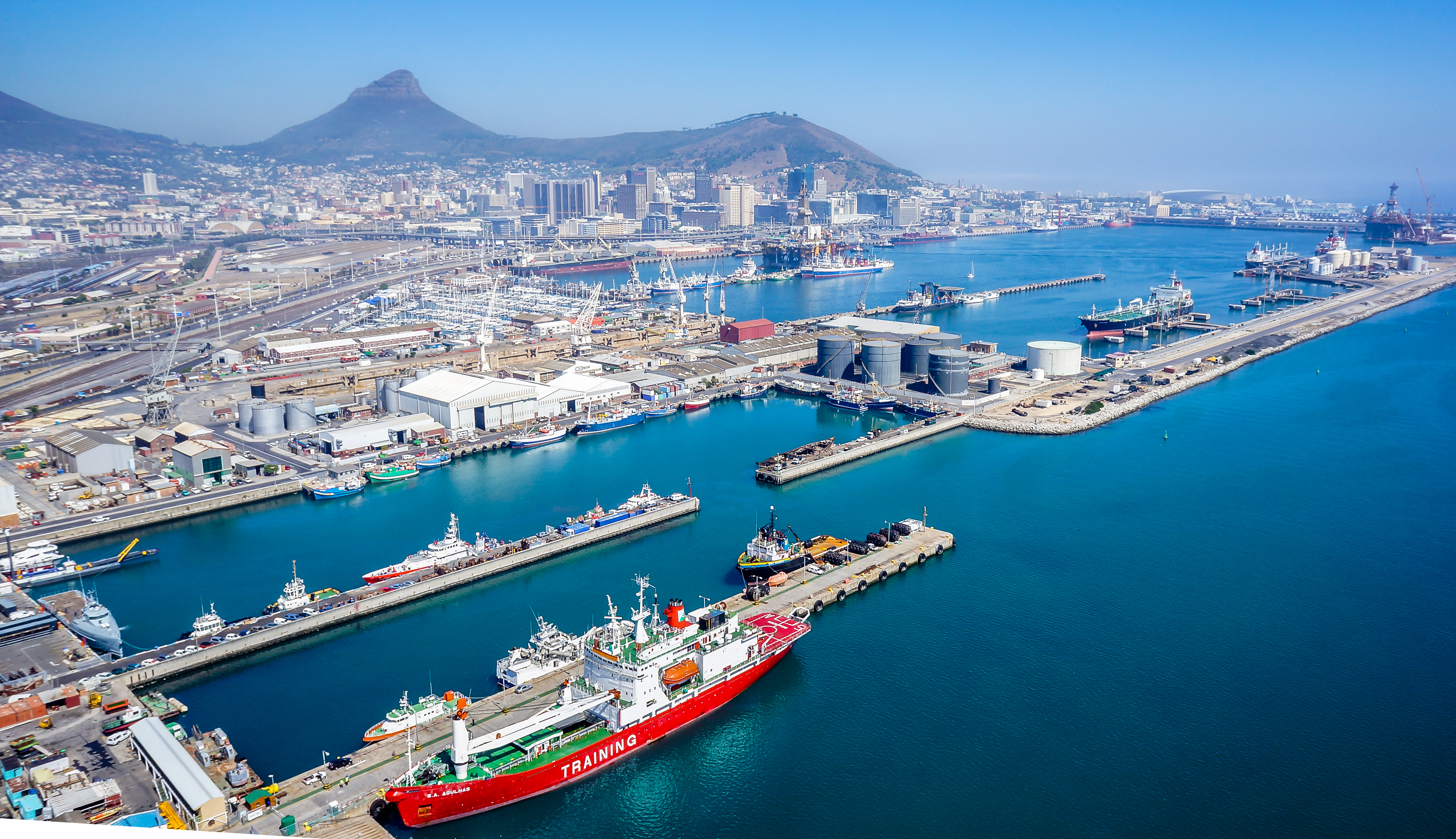
Pohled na přístav v Kapském Městě - druhé největší město Jihoafrické republiky, hlavní město provincie Západní Kapsko

Rokem 2012 započalo plnění National Infrastructure Plan (Národního infrastrukturního plánu), kde bude investováno 827 mld. Randů (51 mld. USD) do nové infrastruktury, lepší zdravotní péče, škol, elektrifikace a výstavby domů. To by mělo vést rychlejšímu růstu ekonomiky. Mezi roky 2009–2014 bylo investováno k 1 trilionu Randů převážně do stejných sektorů jako se plánuje. Za rok 2016/17 bylo podle ministryně školství Angie Motshekga vystavěno 82 škol, za resort hospodářského rozvoje bylo zveřejněno dostavení 332 km železnic. Což v celkovém měřítku dělá 29 360 km na území JAR. Velmi důležitým tématem je dlouhodobé zkvalitňování lékařské péče a stavba 130 nemocnic (2016). Vláda dále vytvořila plány pro výstavbu vodovodních sítí, které se v průběhu let daří úspěšně plnit.

## Ekonomické sektory
Jihoafrická republika má komparativní výhodu v produkci zemědělství, těžbě a výrobě produktů souvisejících s těmito odvětvími. V polovině 20. století se přesunula z primárního a sekundárního sektoru do ekonomiky poháněné primárně terciérem. Služby v současnosti představují 65 % HDP. Ekonomika země je přiměřeně diverzifikovaná s klíčovými hospodářskými odvětvími, včetně těžby, zemědělství a rybolovu, výroby a montáže vozidel.

### Zemědělství

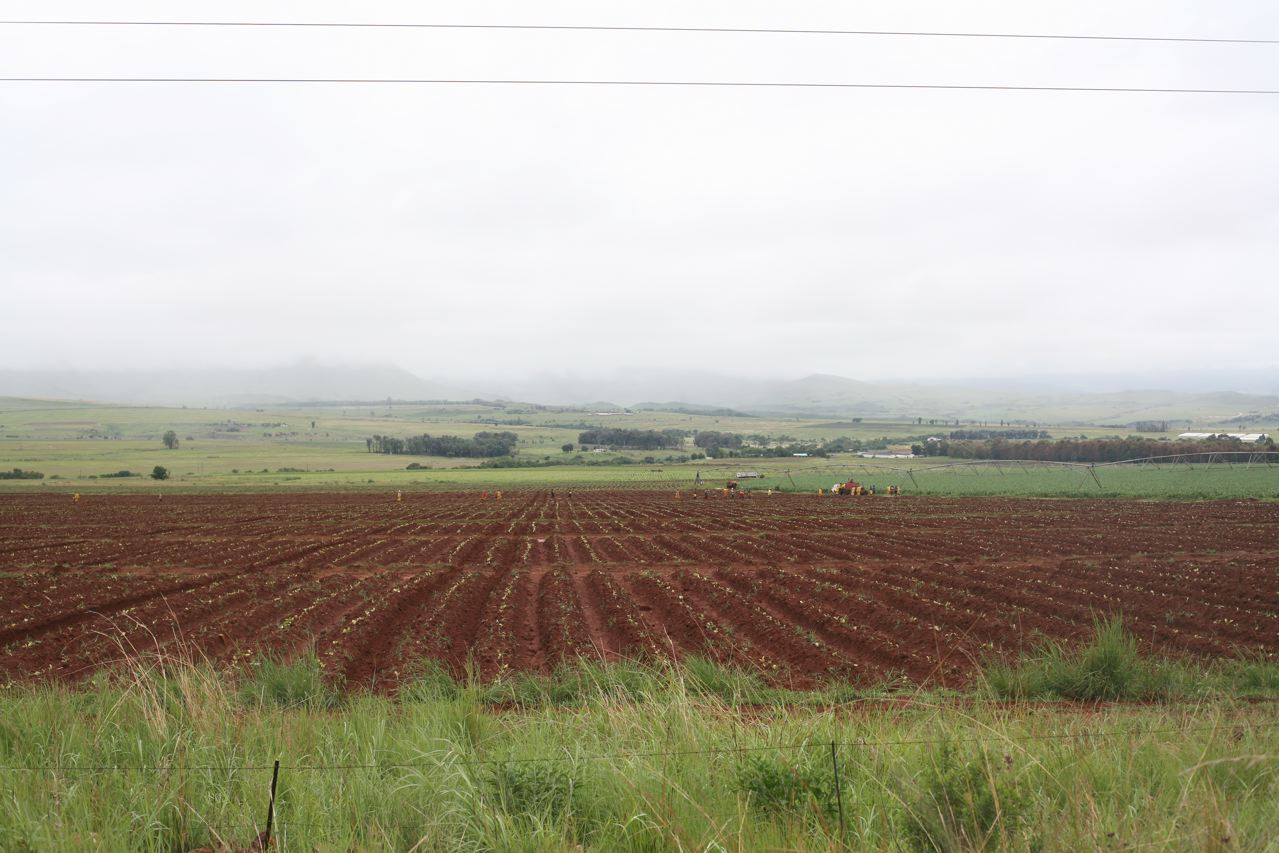
Pracovníci vysazující na farmě v centrální oblasti Mpumalanga

V roce 2018 vyprodukovala JAR 19,3 milionu tun cukrové třtiny (14. největší producent na světě), 12,5 milionu tun kukuřice (12. největší producent na světě), 1,9 milionu tun vinné révy (11. největší producent na světě), 1,7 milionu tun pomerančů (11. největší producent na světě) a 397 tisíc tun hrušek (7. největší producent na světě).
Agrární sektor zajišťuje přibližně 5 % z celkové zaměstnanosti a přispívá přibližně 2,8 % do státního HDP. Kvůli nedostatečné vlhkosti půdy však využít pro rostlinnou produkci pouze 13,5 % celkové rozlohy země. Toto odvětví nadále čelí problémům, přičemž mezi hlavní výzvy patří zvýšená konkurenceschopnost na zahraničním trhu a také kriminalita.

### Energie
V roce 2007 začal státní dodavatel energie ESKOM pociťovat nedostatky v infrastruktuře pro generování, síťování elektřiny. Tento nedostatek vedl k neschopnosti plnit běžné požadavky průmyslu a spotřebitelů, což mělo za následek postupné výpadky proudu v celé zemi. Zpočátku byl nedostatek kapacity způsoben selháním jaderné elektrárny Koeberg. Rozpětí mezi národní poptávkou a dostupnou kapacitou je stále nízká, proto se plánuje výstavba nové. Energetická společnost plánuje do roku 2025 mít ve své síti 20 000 megawattů generováno z jádra.

### Nerostné suroviny
Jihoafrická republika je jednou z předních zemí v oblasti těžby a zpracování nerostů. Ačkoli příspěvek těžby k národnímu HDP klesl z 21 % (1970) na 6 % (2011), stále představuje téměř 60% vývozu. V roce 2008 činil odhadovaný podíl na světové produkci nerostných surovin: platina, 77 %; kyanit a jiné materiály, 55 %; chrom, 45 %; palladium, 39 %. Dále je také třetím největším vývozcem uhlí na světě. Těžařský sektor obsahuje směs soukromě vlastněných a státem kontrolovaných dolů, přičemž mezi tyto patří i African Exploration Mining and Finance Corporation.

### Průmysl
Příspěvek zpracovatelského průmyslu do ekonomiky je relativně malý, pracuje v něm pouze 13,3 % populace a tvoří 15 % HDP. Hlavním odvětvím je automobilový průmysl, který představuje přibližně 10 % vývozu, přispívá 7,5 % k HDP země. Zaměstnává kolem 36 000 lidí. Roční produkce v roce 2007 činila 535 000 vozidel.
BMW, Ford, Volkswagen a Toyota mají výrobní závody v Jižní Africe. Společnosti profitují z nízkých výrobních nákladů a přístupu na nové trhy díky obchodním dohodám s Evropskou unií a Jihoafrickým rozvojovým společenstvím. Oproti strmému poklesu průmyslové výroby o 10,4 % v roce 2009, byl za rok 2010 zaznamenán nárůst o 5 %. Tato změna proběhla především v automobilovém průmyslu a v oblasti základních chemikálií.

### Služby
Domácí telekomunikační infrastruktura poskytuje moderní a efektivní služby městským oblastem, včetně celulárních a internetových služeb. V roce 1997 byl Telkom, jihoafrická telekomunikační státní podnik, částečně privatizován a uzavřel strategické kapitálové partnerství s konsorciem dvou společností, včetně americké telekomunikační společnosti SBC. Výměnou za exkluzivitu (monopol) na poskytování určitých služeb po dobu 5 let převzal Telkom závazek usnadnit modernizaci sítě a expanzi do neobsluhovaných oblastí.

### Turismus
Jihoafrická republika je oblíbenou turistickou destinací zejména díky rozmanité krajině, zvířecím rezervacím a místním vínům. Za rok 2018 to bylo 15 939 855 turistů. Dlouhodobě se návštěvnost zvyšuje, až rokem 2019 začal růst zpomalovat. Zejména kvůli zvyšující se kriminalitě. Přes všechny vlivy cestovní ruch přinesl do státní kasy 145,3 mld. randů.

## Obchodní vztahy s ČR
Vztahy mezi oběma zeměmi se stále vylepšují a to má pozitivní dopad i na obchod. V roce 2019 činil celkový obrat 1348 mil. EUR. Jednalo se o 47,5 % nárůst oproti minulému roku, skoro dvojnásobný pak byl dovoz z JAR do ČR. Významné importní položky jsou vlna, iniciátory, urychlovače reakce a samozřejmě i nerosty jako chromové rudy, železo. Český vývoz se zaměřuje primárně na produkty automobilového průmyslu (motory, pneumatiky, sedadla). Mezerou ve spolupráci je sektor služeb, kde nejsou v současné době evidovány žádné spolupráce.
Dá se očekávat další rozvoj spolupráci i vzhledem k postoji EU, která dlouhodobě uzavírá nové smlouvy o vzájemném partnerství.

## Hlavní výzvy pro rozvoj
Celosvětově je hranice chudoby stanovena na 1,90 USD na den, (2011 Purchasing Power Parity, exchange rates), i přes stále se zlepšující situaci se v roce 2015 nacházelo 18,8 % Jihoafričanů pod hranicí. Postupně dochází k posunům v oblasti sociální bezpečnosti, službách obecného zájmu (podpora slabých sociálních skupin, lidí bez pracovního úvazku). Snižování nezaměstnanosti je hlavním vládním cílem, za Q1:2019 je 27,6 %. Bez práce se nachází až 55,2 % mladých obyvatel. Což poukazuje na další potíž týkající se nerovnoměrností v rozdělení bohatství. Nejbohatších 10 % populace vlastní 71 % čistého bohatství země, přitom nižší příjmové skupiny při 60 % drží 7 % čistého bohatství (data za rok 2015). JAR stále zůstává duálním ekonomikou s jedním z největších indexů sociální nevyrovnanosti na světě.